# Mireille Mathieu
Mireille Mathieu, francoska šansonjerka, pisateljica besedil in igralka, * 22. julij 1946, Avignon.
Njen glas je odkril Johnny Stark, manager tedanje največje francoske zvezde, Johnnyja Hallydaya. Po televizijskem nastopu leta 1965 in debitantskem nastopu v dvorani Paris Olympia jo je javnost označila kot naslednico Édith Piaf. V svoji 40-letni pevski karieri je prodala preko 150 milijonov albumov. Poje v več svetovnih jezikih.

## Največje uspešnice
- V angleščini : Together We're Strong (with Patrick Duffy) - You and I (with Paul Anka) - Dont't Talk To Me Of Love (with Barry Manilow) - I Love You Like A Fool.

- V francoščini : Mon credo - C'est ton nom - Un homme et une femme - Qu'elle est belle - La dernière valse - Ensemble - La première étoile-La vieille barque- Santa Maria de la Mer - Acropolis adieu - Une histoire d'amour (Love Story) - La paloma adieu - Tous les enfants chantent avec moi - Mille colombes - Mon bel amour d'été - Una canzone - A Blue Bayou - Je t'aime avec ma peau - Paris en colère - Quand tu t'en iras - La vie en rose - Amour défendu - Bravo tu as gagné - New York, New York - Nos souvenirs - Une femme amoureuse - La demoiselle d'Orléans - Made in France - Une place dans mon coeur - Rien de l'amour - Un peu d'espérance-Viens dans ma rue-Geant.

- V nemščini : Santa Maria - Die Weisse Rose - Korsika - Merci, Antonio - - Roma, Roma, Roma - Der Zar und das Mädchen - Hinter den Kulissen von Paris - An eimen Sonntag -Der pariser tango in Avignon - Es geht mir gut, Cherie - Akropolis adieu - Ganz Paris ist ein Theater - La Paloma ade - Martin - Und der Wind wird ewig singen - Tarata-Ting, Tarata-Tong - Nimm noch einmal die Gitarre (Mille Colombes) - Alles nur ein Spiel - Schau mich bitte nicht so an.

- V španščini : Siempre Amor - Himno al Amor - Embrujo - Una Mujer - Santa Maria del Mar...